# Уничтожение албанского культурного наследия в Косове

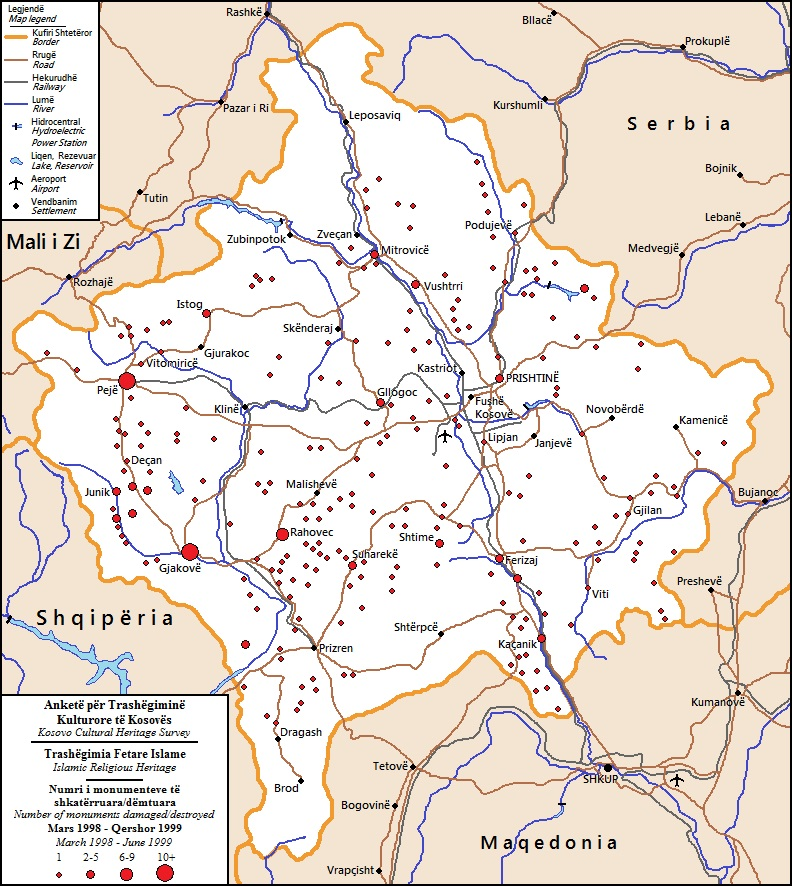
Повреждённые и уничтоженные исламские памятники во время конфликта в Косове (1998—1999 годы)

Архитектурное наследие (алб. Shkatërrimi i trashëgimisë shqiptare në Kosovë), принадлежащее косоварам в период Югославии, испытывало пренебрежение со стороны властей в течение десятилетий до прямого конфликта в конце XX века. Многочисленные албанские культурные объекты в Косове были уничтожены в период югославского правления и особенно конфликта в Косове (1998—1999 годы), что представляло собой военное преступление, нарушавшее Гаагские и Женевские конвенции. Всего за время конфликта 225 из 600 мечетей в Косове были повреждены, подверглись вандализму или были уничтожены вместе с другой исламской архитектурой. Также около 500 албанских кул и три из четырёх хорошо сохранившихся исторических городских центров османского периода получили значительные разрушения, что привело к большой потере традиционной архитектуры в Косове. 65 из 183 косовских публичных библиотек были полностью уничтожены с потерей в 900 588 единиц хранения, исламские библиотеки потеряли редкие книги, рукописи и другие письменные памятники. Архивы, принадлежавшие Исламскому сообществу Косова, с документами в том числе 500-летней давности, также были уничтожены. Во время Косовской войны исламское культурное наследие рассматривалось югославскими и сербскими военными формированиями как албанское наследие. Его разрушение являлось методическим и планируемым компонентом этнической чистки в Косове.

## История

### Югославский период
Приштинский базар, разрушаемый рабочими бригадами Народного фронта
Косово в течение около пяти веков было частью Османской империи и за это время обзавелось множеством памятников османской архитектуры. После окончания Второй мировой войны коммунистические власти Югославии начали внедрять различные меры по модернизации в пользу изменения архитектурного ландшафта и дизайна городских поселений. Эти меры были направлены на изменение панорам поселений, которые, как считалось, имели элементы, связанные с нежелательным османским прошлым, и признаки, которые назывались «отсталыми». С конца 1940-х годов архитектурные памятники в главных городских центрах Косова стали разрушать в рамках проводимых местными властями планов по модернизации. В 1950-х годах этот процесс проводился югославским Институтом городского планирования (сербохорв. Urbanistički zavod), чья деятельность по социалистической модернизации была наиболее показательна в Приштине. Османский Приштинский базар, включавший в себя около 200 магазинов, принадлежащих албанцам, располагался вокруг мечети в центре Приштины. Эти сооружения были экспроприированы в 1947 году и снесены рабочими бригадами, известными как Народный фронт (алб. Fronti populluer, сербохорв. Narodnifront).
В 1952 году югославское правительство основало Институт защиты памятников культуры Косова, которому было поручено заниматься вопросами культурного наследия в Косове. Во времена послевоенной Югославии только один объект османской архитектуры (Гробница султана Мурада I) был причислен к культурным памятникам, в то время как статус государственной защиты получали преимущественно сооружения, относящиеся к Сербской православной церкви. Требования для включения в список исторических памятников для мечетей были значительно строже, чем для объектов сербской православной архитектуры. Здания, получавшие статус государственной защиты, получали финансирование для сохранения исторического облика, в то время как незарегистрированные мечети, многие периода Османской империи, реконструировались в это время без надзора Института, что часто приводило к разрушению оригинального исторического облика всего здания или его архитектурных элементов. Накануне Косовской войны лишь 15 из более 600 мечетей имели статус исторического памятника, которым обладали 210 православных сербских церквей, захоронений и монастырей.

### Косовская война (1998—1999)

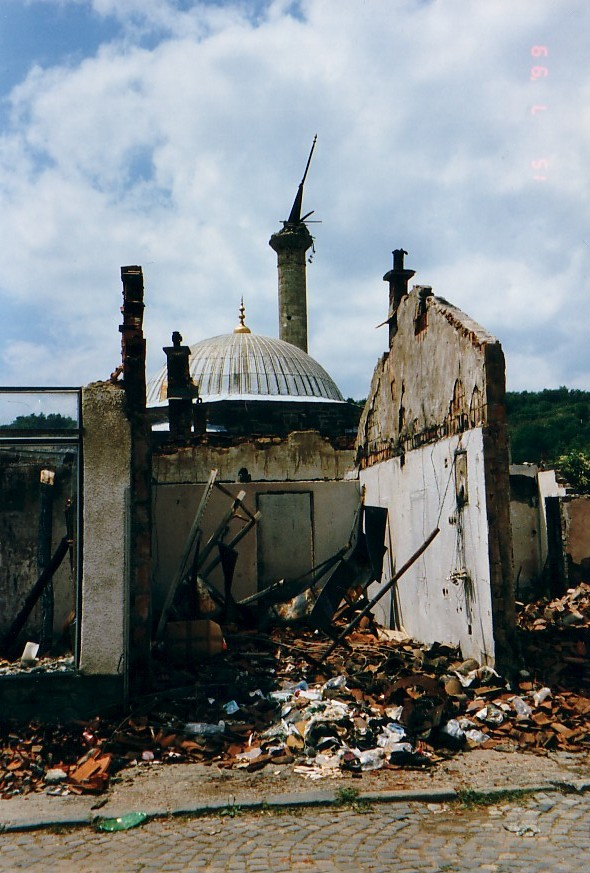
Разрушенные дом и мечеть в косовской деревне в 1999 году

Косовский конфликт перерос в 1998 году в войну, в которой Вооружённые силы Союзной Республики Югославии противостояли Армии освобождения Косова. Эскалация конфликта привела ко вмешательству в войну сил НАТО в 1999 году. В ходе кампании по борьбе с повстанцами целями югославских сербских сил также являлись различные государственные архивы, музеи, библиотеки и т. д., в том числе исламские библиотеки, мусульманские богословские школы и суфийские обители (текке).
Хранившееся до войны в Национальной библиотеке Косова резервное собрание множественных копий различных изданий на албанском языке, предназначенных для использования в других библиотеках Косова, было отправлено как макулатура на переработку на фабрику в Липляне по приказу директора Сербской библиотеки. За время войны 65 (более трети) из 183 косовских публичных библиотек были полностью разрушены, суммарная потеря библиотечных фондов составила 900 588 единиц хранения. Косовские школьные библиотеки также были уничтожены во время вооружённого конфликта. В 1999 году некоторые архивы и собрания также были перемещены из Косова в Сербию, как, например, архив Института защиты памятников Косова из здания организации в Приштине членами Министерства внутренних дел Югославии. Министерство юстиции Сербии заявило, что перемещение собраний из Косова в Сербию в 1999 году преследовало цель «препятствовать уничтожению или подделке [их] албанскими сепаратистами». Некоторые косовские муниципальные реестры были сожжены в местах своего хранения.
13 июня 1999 года центральный исторический архив Исламского сообщества Косова, содержавший записи об общине за последние 500 лет, был сожжён сербскими полицейскими после перемирия, за несколько часов до прихода миротворческих сил НАТО в Приштину. В мае того же года сербские солдаты уничтожили с помощью зажигательных гранат бекташское текке Аджизе-бабы в Джяковице, в результате в огне погибло около 2000 редких книг и 250 рукописей, в том числе персидская рукопись XII века. Библиотека Хадум Сулейман-аги, основанная в 1595 году в Джяковице, была сожжена 24 марта югославскими военными формированиями, что привело к уничтожению около 1300 редких книг и 200 рукописей на альхамьядо (на албанском с помощью арабского алфавита), арабском и османском языках, а также региональных архивов Исламского сообщества с документами, датируемыми XVII веком. В Пече сожжение библиотеки медресе Атик привело к утрате около 100 рукописных кодексов и 2000 печатных книг. В Урошеваце медресе Атик было сожжено, а его остатки были сметены бульдозером. Музей Призренской лиги в Призрене был разрушен с помощью гранатомётов сербскими полицейскими в 1999 году.

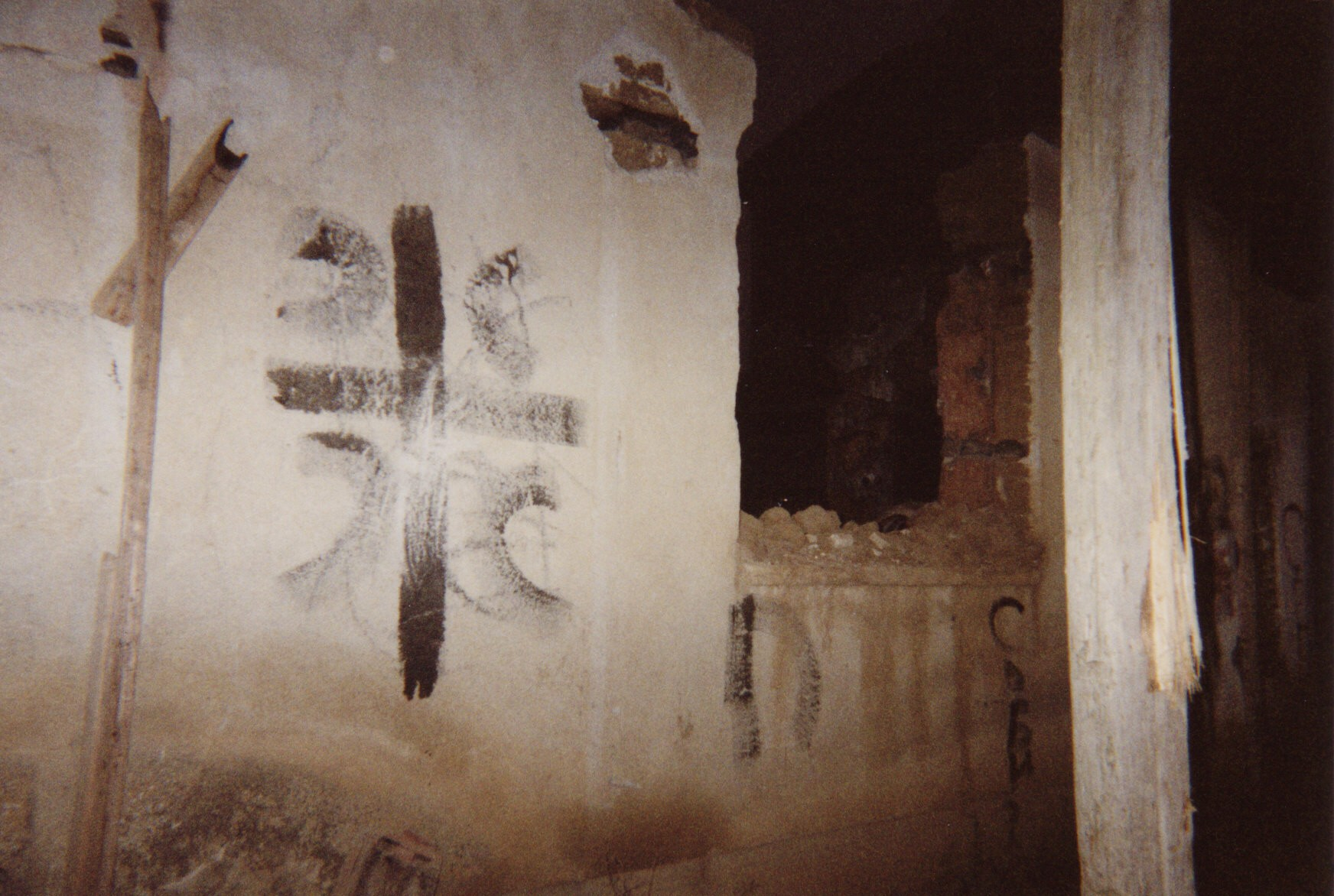
Сербский крест на одном из разрушенных зданий во время Косовской войны

В послевоенном докладе, опубликованном в августе 1999 года правозащитной организацией Physicians for Human Rights, были зафиксированы разрушения 155 косовских мечетей. Согласно Исламскому сообществу Косова, военный конфликт привёл к уничтожению или повреждению 217 мечетей вместе с четырьмя медресе и тремя суфийскими обителями. Международный трибунал по бывшей Югославии задокументировал, что 225 из 498 действовавших мечетей в Косове получили повреждения, подверглись вандализму или были уничтожены. Некоторая часть исламской архитектуры пострадала в результате непосредственных боевых действий.
В ходе атак на мечети сербы практиковали снос минаретов или их верхних частей, закладывание взрывных устройств, снос с помощью бульдозеров, сожжение с использованием гранатомётов и тому подобное. Был распространён вандализм с нанесением албанофобских и просербских надписей и граффити на стены мечетей. Наиболее частыми слоганами, оставленными сербскими вандалами, были «Kosovo je Srbija», «Srbija», «Mi smo Srbi», а самым часто встречающимся граффити — сербский крест с четырьмя кириллическими «с».

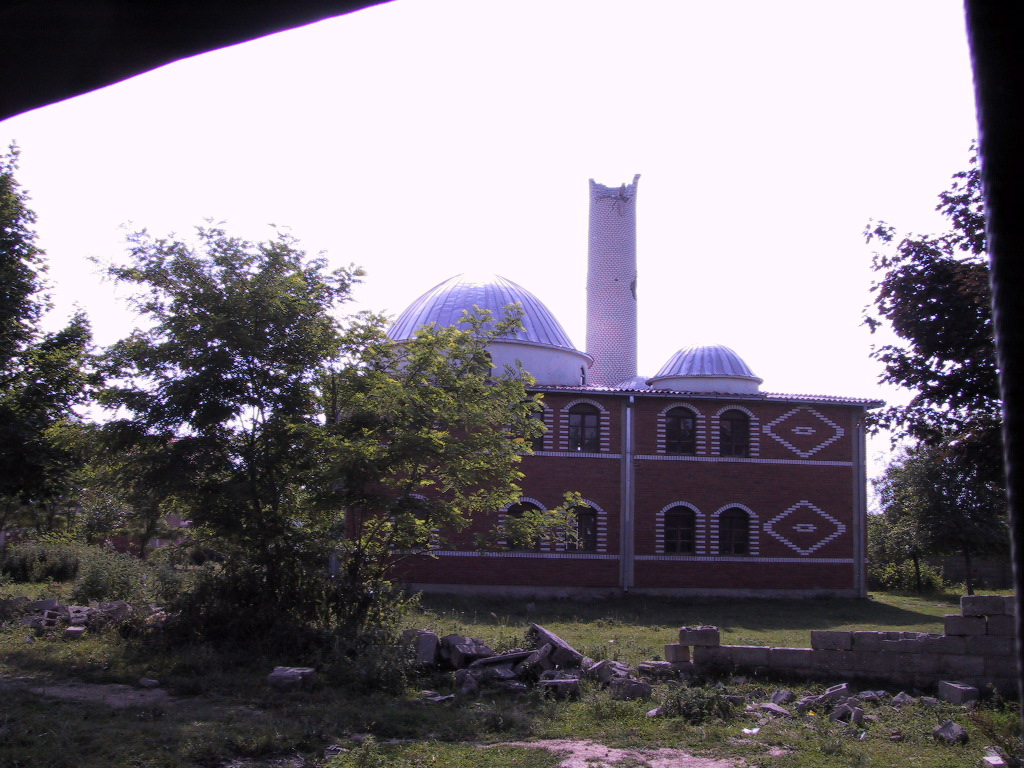
Мечеть с разрушенным верхом в Скендерае в 1999 году

Нападения на албанские католические храмы со стороны сербских сил также имели место во время войны. Церковь святого Антония в Джяковице понесла существенный урон от действий сербских солдат. В Приштине югославские командиры изгнали священнослужителей из католической Церкви святого Антония, после чего расположили радар в её шпиле, в результате чего силы НАТО были вынуждены подвергнуть бомбардировке церковь и близлежащие строения. Около 500 или 90 процентов кул, традиционных башенных домов видных албанских семей, а также исторические базары были подвергнуты разрушениям Три из четырёх османских исторических городских центров получили разрушения, существенно изменившие их исторический облик. Характер всех подобных повреждений говорил о том, что они не были получены косвенным путём во время ведения боевых действий. Зачастую пострадавшие памятники находились в окружении строений, никоим образом не подвергнутых каким-либо серьёзным разрушениям, что явно свидетельствовало о преднамеренном уничтожении несербского культурного наследия, а не о том, что здания могли стать жертвой перекрёстного огня. Управление Верховного комиссара ООН по делам беженцев подсчитало, что за время войны в марте-июне 1999 года было уничтожено около 70 000 домов.
В Косове разрушение архитектурного наследия шло в русле сербской кампании этнических чисток, схожих с теми, что проводились сербскими силами во время Боснийской войны. Уничтожение несербского наследия было методическим и спланированным компонентом этнических чисток в Косове.

## Последствия
После окончания Косовской войны возникла необходимость в изучении многочисленных сообщений журналистов и беженцев о разрушении культурного наследия Косова и документировании этого ущерба. Организация Объединённых Наций основала гражданскую администрацию в Косове, но в планах другого учреждения ЮНЕСКО, ответственного за мировое культурное наследие, проведение подобного исследования не было. Этим занялись учёные из Гарвардского университета Эндрю Хершер и Андрас Ридлмайер, собравшие средства и спустя три месяца после окончания войны, в октябре 1999 года, отправились в Косово, где задокументировали факты уничтожения культурного наследия в Косове. Собранные ими данные были объединены в базу, а копии финального доклада переданы в Департамент культуры Миссии ООН в Косове, а также в Гаагский трибунал.

### Процесс над Милошевичем
Во время процесса над Слободаном Милошевичем (2002—2006 годы), президентом Югославии во время Косовской войны (1999), обвинительный акт МТБЮ против него ссылался на методы преследования, совершённые против косовских албанцев, в том числе на «нанесение систематического и бессмысленного ущерба их религиозным объектам и памятникам культуры». Прокурор в судебном процессе пытался доказать, что Милошевич виновен в этих действиях и событиях. Милошевич же в свою защиту утверждал, что албанские культурные объекты были разрушены в результате бомбардировок НАТО. Югославские сербские власти в ряде случаев также утверждали, что несербские памятники архитектуры стали жертвой действий НАТО, но исследовательская группа под руководством Ридльмайера нашла их нетронутыми (в случаях с двумя османскими мостами и мечетью Синан-паши в Призрене). Следователи нашли силы НАТО виновными в повреждении сельской мечети и неиспользуемой католической церкви, которая пострадала от воздушного удара по близлежащей военной базе. Отчёт Ридльмайера на судебном процессе содержал вывод о том, что кулы и треть всех косовских мечетей подверглись преднамеренному разрушению, в то время как три османских исторических городских центра были целенаправленно опустошены. В докладе также было отмечено, что эти нападения совершались югославскими и сербскими военными и полицейскими силами, а также иногда — и гражданскими сербами, по словам очевидцев. Ридльмайер также пришёл к выводу, что сербы использовали в качестве военных объектов два католических храма, что запрещено международным правом. Следственная группа отмечала, что уничтожение и повреждение косовских албанских объектов культурного наследия были совершены во время войны в 1999 году путём наземного нападения, а не воздушных ударов. Никакого приговора по делу Милошевича не последовало из-за смерти подсудимого в марте 2006 года.

### Послевоенное Косово

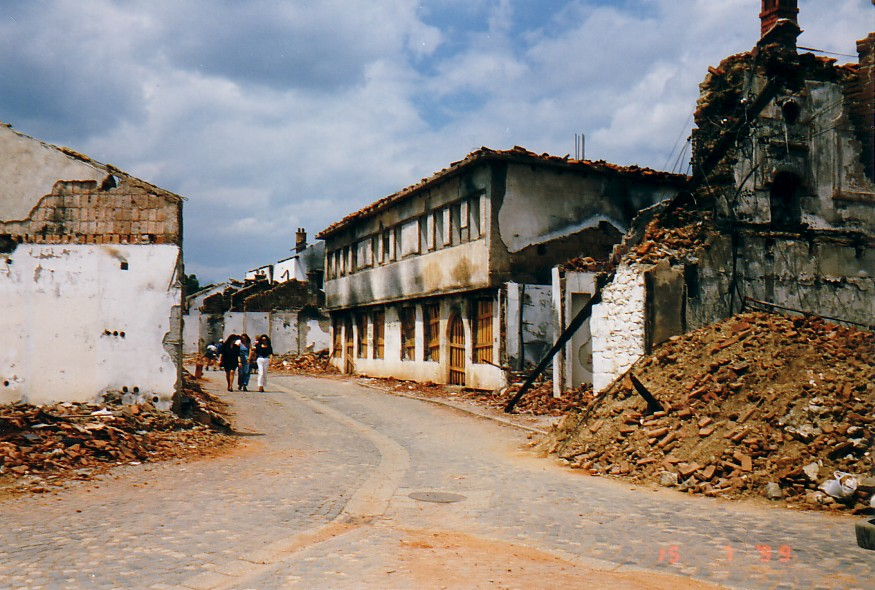
Панорама разрушенной во время Косовской войны деревни, 1999 год

Уничтожение и повреждение сербских православных церквей и монастырей албанцами в послевоенном Косове в значительной мере были вызваны их местью за действия югославских и сербских сил во время войны, в том числе и за разрушение албанского культурного наследия. Сербские власти использовали эти атаки албанцев в качестве предлога в обращении к ООН для возвращения своих военных и полицейских сил для защиты сербских памятников. Эта инициатива была отклонена, а сербские культурные институты активно заявляли о нападениях на сербские культурные объекты в послевоенное время, отвлекая внимание от вопроса разрушения албанского культурного наследия. Их отчёты были приняты международными организациями как нейтральные и объективные оценки.
В результате, лишь малая доля мирового общественного внимания была привлечена к судьбе разрушенного во время войны албанского культурного наследия. Сербское правительство лишь раз отметило факт повреждений албанских памятников, при этом в контексте обвинений НАТО в совершении военных преступлений. Мировое сообщество также не спешило в полной мере оценить ущерб, нанесённый албанскому культурному наследию в Косове, оно видело свою миссию в Косове как гуманитарную задачу по защите населения Косова, а вопрос культурного наследия был отодвинут в плоскость «реконструкции».
Исламское сообщество Косова с 1999 года финансировалось из различных источников и занималось реконструкцией 113 мечетей, повреждённых во время Косовской войны. В целом, 211 пострадавших косовских мечетей были восстановлены за счёт пожертвований местных общин, неправительственных организаций и иностранных правительств, преимущественно мусульманских стран, таких как Турция и арабские государства.
Исламские благотворительные организации, пришедшие в Косово, восстановили османские мечети, разрушенные во время войны, в арабском стиле стран Персидского залива, а также обвинялись в уничтожении вековых религиозных комплексов и мечетей под прикрытием «реконструкции». Косовские журналисты отмечали, что помощь местным общинам во многом зависела от разрешения этим организациям восстанавливать местные мечети. Библиотеки, захоронения и мавзолеи, существовавшие веками, подвергались уничтожению со стороны этих организаций, видевших в них признаки «идолопоклонства».
Помощь по восстановлению объектов несербского культурного наследия в Косове шла и со стороны немусульманских институтов. Так, с помощью итальянского правительства были восстановлены две мечети в Пече, а Гарвардский университет содействовал воссозданию главной мечети в Джяковице. Еврейская община Косова также вложила средства в реконструкцию мечети в Джяковице. Защита, реконструкция и восстановление исламских архитектурных памятников и наследия не вызывают большого интереса со стороны государственных органов Косова в отличие от архитектуры, принадлежащей Сербской православной церкви.